# Safe as Milk
Safe as Milk – pierwszy album awangardowej grupy Captain Beefheart and His Magic Band, nagrany i wydany w 1967 roku.

## Prace nad albumem
Pierwsza sesja nagraniowa do Safe as Milk odbyła się w kwietniu w Sunset Studios w Hollywood. Pracę nad albumem rozpoczęto od utworu „Sure 'Nuff 'N Yes I Do”. Perkusista John French wspominał, że zespół podjął ponad 70 prób nagrania tej piosenki, kilka razy nawet nie kończąc. Było to powodem zmiany gitarzysty z Douga Moona na Rya Coodera.
Producent Richard Perry nie umiał obsługiwać nowoczesnego w tym okresie sprzętu nagraniowego, zapisującego na taśmie 8-ścieżkowej. Perry chciał nagrać album w studiu RCA na urządzeniach zapisujących 4-ścieżkowo, co spowodowało obniżenie jakości, wyrazistości i dynamiki dźwięku, a także zwiększyło dwukrotnie szumy taśmy analogowej.
Wszyscy członkowie zespołu chcieli być w pełni przygotowani do pracy w studiu. Basista Jerry Handley, który właśnie został ojcem, nie mógł wziąć udziału w nagraniach dwóch utworów: „Abba Zaba” (gdzie zastąpił go Ry Cooder) oraz „Where There's Woman” (z partią gitary basowej w wykonaniu Alexa St. Claira).
Nieoczekiwanie jakość prób znacząco się poprawiła, gdy Ry Cooder szybko zidentyfikował problemy zespołu i postanowił się nimi zająć. Dzięki jego zaangażowaniu album udało się ukończyć w mniej niż miesiąc. Trudności pojawiły się jednak podczas nagrań wokalnych — członkom grupy brakowało doświadczenia i profesjonalizmu w tym zakresie.
Dalsze sesje odbywały się w stale rosnącym napięciu. Pod naciskiem Dona zmieniano fragmenty utworów i ich aranżacje. Don przejął również przywództwo w zespole. Perry pomógł mu odnaleźć się na nowym stanowisku i dostosować jego teksty do już przygotowanych utworów. Dodał też do nich kilka ozdobników, np. instrumenty dęte do „I'm Glad”, klawikord do „Call On Me” oraz theremin do „Autumn's Child” i „Electricity”. Gdy Don usłyszał ów instrument, zażądał od Krasnowa, żeby usunąć to elektroniczne gówno, jednak z wywiadu udzielonego Eliotowi Waldowi w 1973 r. wynika, że był to pomysł Captaina, a theremin spełnił swoją rolę. Sesje miksujące trwały jeszcze bardzo długo w późniejszym czasie.
Po przesłuchaniu Safe as Milk można stwierdzić, że muzyka zespołu Captain Beefheart & His Magic Band była w tym okresie inspirowana głownie brzmieniami bluesa. Kilka nagrań wskazuje nowy kierunek, jaki grupa zacznie prezentować w następnych albumach. Dotyczy to utworów z gitarą slide, gęstym, czasem zmiennym rytmem i zmianą tonacji. Najlepszymi przykładami tych tendencji są utwory „Abba Zaba” i „Electricity”.

## Opis utworów
- Sure 'Nuff 'N Yes I Do był w tym okresie jednym z najczęściej wykonywanych utworów zespołu. Jest to blues tematycznie związany z podróżą. Opisuje to pierwszy wers utworu. Tekst opisuje metaforyczną podróż do Nowego Orleanu.
- Zig Zag Wanderer ma charakter garażowo-psychodeliczny.
- Call On Me jest przykładem twórczego wykorzystania stylów innych zespołów, w tym wypadku charakterystycznego sposobu gry na gitarze grupy The Byrds (wziętej z twórczości brytyjskiego zespołu The Searchers). Do utworu dodano klawikord i tamburyn, który zagłusza samą perkusję. Piosenka mogłaby się wydawać dość konwencjonalna, gdyby nie gitarowe tremola i pizzikata. Soulowy wokal Dona, ukazuje jego możliwości jako wokalisty – jego głos jest wypadkową wokali Otisa Reddinga i Wilsona Picketta.
- Dropout Boogie wyraźnie nawiązuje do tezy propagatora LSD Timothy'ego Leary'ego o odpadaniu od tzw. normalnej, przeciętnej społeczności i dołączeniu do powstających wówczas pierwszych środowisk hippisów. Don opisuje krótkowzroczność tego typu decyzji. Utwór jest przeniknięty agresją, co słychać już w dwóch pierwszych śpiewanych wersach podkreślonych gitarą i rockową, synkopowaną perkusją. Wkrótce potem dołącza gitara solowa ze swoim zniekształconym dźwiękiem. Po tym wstępie utwór zmienia rytm na walc, z grą Dona na marimbie, co podkreśla melodię. Ta linia melodyczna jest wzmacniana przez harfistkę.
- I'm Glad jest utworem z 1965 r. związany nieco ze stylem doo wop. Tekst opowiada o zerwaniu związku miłosnego i wspominaniu dobrych czasów. Mamy tu więc i chórek falsetem i partię instrumentów dętych w stylu firmy Stax z Memphis. Chociaż jest to pastisz, to wykonanie jest znacznie cieplejsze od prześmiewczych i zimnych parodii Franka Zappy.
- Electricity - podczas nagrywania tego utworu Beefheart, biorąc szczególnie trudny do zaśpiewania ton, zniszczył mikrofon Telefunkena za 1200 dolarów, co można usłyszeć w końcowej partii utworu jako przytłumiony trzask przebijający się przez głos Dona. Pierwotnie był to utwór, który łączył elementy wschodnie z psychodelicznymi, ale w trakcie pracy nad nim został gruntownie przearanżowany. Krótka partia wstępna zachowała jeszcze psychodeliczną ekspansywność, gdy Don śpiewa unisono z gitarą slide Rya Coodera. Ważną rolę w utworze odgrywa rytmiczna gitara Alexa. Gitarowy motyw przewodni, pochodzenia bluegrassowego jest wykonywany przez Rya. Pierwotnym pomysłem Dona było wykorzystanie jazgotu piły elektrycznej trzymanej za arkuszami blachy aluminiowej, ale w końcu użyty został theremin.
- Yellow Brick Road tematycznie odzwierciedla przekonanie Dona, że proces twórczy jest podobny do dziecięcej zabawy. Tekst jest absurdalny i traktuje o jakimś idyllicznym miejscu. Występują tu dość wyraźne aluzje do Czarnoksiężnika z Krainy Oz.
- Abba Zaba wykazuje w muzyce wpływy indyjskie oraz w tekście wpływy voodoo oraz hoodoo. Jak wspomina Alex, partia gitarowa w środku utworu, to fragment z sitarowego utworu Shankara, który wywarł na Beefhearcie olbrzymie wrażenie. Dużą rolę pełni tu gra na perkusji w afrykańskim stylu. Towarzyszą jej instrumenty perkusyjne, ostre akordy gitarowe i gitarowe ornamenty. Ozdobą jest duet (w połowie utworu) między perkusją a gitarą basową. Tekst odwołuje się do dzieciństwa Dona i składa się z recytacji magicznych zaklęć. Utwór jest nazwany od nazwy batonika z toffi i masłem orzechowym.
- Plastic Factory to utwór, którego podstawą jest rzeczywistość w jakiej dorastał Don. Opowiada on o ludziach, którym się nie udało, którzy znajdują się na uboczu.
- Where There's Woman to soulowo-rockowy utwór urozmaicony grą na kongach. French występuje jako drugi wokalista.
- Grown So Ugly nawiązuje do utworu pod tym samym tytułem bluesmana Roberta Pete'a Williamsa z albumu Free Again z 1960 r. Było to pierwsze nagranie Williamsa po zwolnieniu z więzienia, gdzie był osadzony za morderstwo. Artysta miał wtedy poczucie straconego czasu, utwór ten więc był requiem dla zmarnowanego życia. Wersja Magic Bandu jest całkowicie inna ze względu na aranżację Coodera. Widoczne są powiązania utworu z bluesem Delty.
- Autumn's Child jest zakończeniem albumu. Dźwięk thereminu kontrastuje z gitarami i klawikordem. Struktura utworu także jest kontrastowa, a poszczególne części utworu są połączone delikatnym motywem gitarowym, za każdym razem nieco innym. Kontrastują z tym krótkie, ostre pasaże.

## Opis albumu

### Lista utworów
| 1.  | Sure 'Nuff 'N Yes I Do | 2:15  |
|     |                        |       |
| 2.  | Zig Zag Wanderer       | 2:40  |
|     |                        |       |
| 3.  | Call On Me             | 2:37  |
|     |                        |       |
| 4.  | Dropout Boogie         | 2:32  |
|     |                        |       |
| 5.  | I'm Glad               | 3:31  |
|     |                        |       |
| 6.  | Electricity            | 3:07  |
|     |                        |       |
| 7.  | Yellow Brick Road      | 2:28  |
|     |                        |       |
| 8.  | Abba Zaba              | 2:44  |
|     |                        |       |
| 9.  | Plastic Factory        | 3:08  |
|     |                        |       |
| 10. | Where There's Woman    | 2:09  |
|     |                        |       |
| 11. | Grown So Ugly          | 2:27  |
|     |                        |       |
| 12. | Autumn's Child         | 4:02  |
|     |                        |       |
|     |                        | 33:40 |
|     |                        |       |

### Skład zespołu
- Captain Beefheart – wokal, harmonijka, basowa marimba (Don Van Vliet)
- Alex St. Clair – gitara, gitara basowa (10) (Alex Snouffer)
- Ry Cooder – gitara, gitara basowa (8, 11)
- Jerry Handley – gitara basowa (1–7, 9, 12)
- Drumbo – perkusja (John French)

### Muzycy gościnni
- Russ Titelman – gitara (12)
- Milt Holland – bęben (2, 4), dodatkowa perkusja (8)
- Taj Mahal – dodatkowa perkusja (7)
- Sam Hoffman – theremin (6, 12)

### Personel techniczny
- producenci – Richard Perry, Bob Krasnow
- aranżacja – Don Van Vliet; Ry Cooder (1, 11)
- inżynierowie dźwięku – Hank Cicalo, Gary Marker
- fotografie – Guy Webster
- grafika – Tom Wilkes
- studio – Sunset Sound Recorders w Hollywood i RCA Studio-B w Los Angeles.